# هيلو 3
 هيلو 3 (بالإنجليزية:Halo 3)  هي لعبة من نوع تصويب منظور الشخص الأول . صدرت في عام 2007 و هي متوفرة لـ إكس بوكس 360 ، و هي من تطوير بنجي و نشر شركة مايكروسوفت جيم ستوديوز.
تبدأ قصتك مع الاربتر وجنود البحرية في واد أخضر وتكمل طريقك بين الأعداء وتقاتلهم بكل ما لديك بعدها تكمل الطريق في مستعمرات الفضائيين وتقضي على مركباتهم وتستولي على السفينة وتكمل طريقك في المراحل الأخرى وتلاحظ التغيرات الكبيرة في القصة والأعداء الجدد .

## روابط خارجية
- هيلو 3 على موقع IMDb (الإنجليزية)